# Packard Humanities Institute
El Packard Humanities Institute (PHI) es una fundación sin ánimo de lucro con sede en Los Altos, California, que mantiene proyectos de conservación en los campos de la arqueología, la música, el material fílmico y la historia en general; también se ocupa de la educación infantil. Su nombre procede de su fundador y actual presidente David Woodley Packard, hijo del cofundador de la compañía Hewlett-Packard.
El PHI se creó en 1987 para desarrollar herramientas para la investigación en humanidades, y para potenciar el interés por la historia, la literatura y la música del pasado. En sus primeros diez años de existencia el PHI se centró en la creación de bases de datos electrónicas en tres áreas: (1) literatura latina, (2) papiros e inscripciones de la Antigua Grecia y (3) los fundadores de la democracia americana (Benjamin Franklin y otros). Se han distribuido más de 3.000 CD-ROMs entre investigadores e instituciones de unos 50 países.
Recientemente el PHI ha iniciado un reducido número de proyectos a largo plazo de arqueología (en Grecia y Albania), de preservación de material fílmico (en la Library of Congress y el UCLA Film Archive), de restauración de teatros antiguos, de publicación musical (incluyendo una edición completa de Bach), de educación (iniciación a la lectura en niños) y de derechos humanos en las democracias emergentes.
El PHI es independiente de la David and Lucile Packard Foundation y cualquier fundación de la compañía Hewlett-Packard.

## Colecciones de textos

### CD-ROMs
- PHI 5.3. Texto de los autores latinos hasta el siglo II. Véase la lista completa de autores.
- PHI 7. Testos griegos epigráficos, incluyendo varios volúmenes de las Inscriptiones Graecae.

Los CD-ROMs requieren para su lectura de un software específico, el mismo que se usa para el Thesaurus Linguae Graecae, como el programa Diogenes.

### Textos en línea
- Classical Latin Texts. Colección en línea de textos latinos anteriores al siglo II a. C.
- PHI Greek Epigraphy Project. Colección de inscripciones griegas.